# Archibald Lucius Douglas
Archibald Lucius Douglas, (8 février 1842 - 12 mars 1913) est un amiral canadien de la Royal Navy. Il est conseiller étranger au Japon pendant l'ère Meiji.

## Biographie
Douglas est né à Québec en 1842. Il fréquente la Quebec High School (en) avant de s'engager dans la Royal Navy en qualité de cadet en 1856.
Il est sélectionné pour diriger la seconde mission navale britannique au Japon en 1873, et sert de conseiller étranger de la jeune marine impériale japonaise jusqu'en 1875.
Douglas forme une trentaine d'officiers à l'académie navale impériale du Japon, basée à Tsukiji près de Tokyo. Durant son séjour au Japon, il fait partie en tant que conseiller de l'expédition de Taïwan de 1874, la première grande opération à l'étranger de la marine japonaise.
On lui attribue également l'introduction du football parmi les cadets de la marine.
Durant la guerre russo-turque de 1877-1878, Douglas commande le HMS Egeria (en) lors d'une mission de renseignement à Petropavlovsk au Kamtchatka, ville qu'il trouve abandonnée par sa garnison russe.
En 1898, Douglas est promu commandant en chef de l'escadre des Indes orientales et Second Sea Lord en 1899. Promu vice-amiral en 1901, il est nommé à la tête de l'escadre nord-américaine en 1902. Il se retire du service en 1907.
En 1910, Douglas est fait doctor of Laws de l'université McGill. Il reçoit l'ordre du Bain en 1902 et l'ordre royal de Victoria en 1905.
Douglas est mort à Newnham en Angleterre en 1913 à l'âge de 71 ans.